# Universidade Estadual de Ponta Grossa
A Universidade Estadual de Ponta Grossa (UEPG) é uma instituição pública de ensino superior mantida pelo governo do Estado do Paraná, com sede e campus na cidade de Ponta Grossa, e com campus na cidade de Telêmaco Borba. 
A Instituição oferta 38 cursos de graduação e 6 habilitações, além de cursos de pós-graduação em nível de especialização, mestrado e doutorado. Sua região de influência abrange cerca de 22 municípios do Estado do Paraná.

## Histórico
A UEPG foi criada pelo Governo do Estado do Paraná, através da Lei no 6.034, de 6 de novembro de 1969, e Decreto no 18.111, de 28 de janeiro de 1970, que resultou da incorporação das Faculdades Estaduais já existentes e que funcionavam isoladamente na cidade de Ponta Grossa. Entre elas, a Faculdade Estadual de Filosofia, Ciências e Letras de Ponta Grossa, a Faculdade Estadual de Farmácia e Odontologia de Ponta Grossa, a Faculdade Estadual de Direito de Ponta Grossa e a Faculdade Estadual de Ciências Econômicas e Administração de Ponta Grossa. A UEPG atualmente é referência em Educação a Distância (EAD), através do Núcleo de Tecnologia e Educação Aberta e a Distância (NUTEAD), contando com vários cursos em andamento.
O campus de Telêmaco Borba foi criado em 1985, sendo o primeiro campus avançado da instituição. Atualmente com dois campi em Ponta Grossa e um em Telêmaco Borba, a universidade já teve extensões em outras cidades, tendo campi nas cidades de Castro, Jaguariaíva, Palmeira, São Mateus do Sul e União da Vitória.
A Universidade Estadual de Ponta Grossa administra o Hospital Universitário Regional dos Campos Gerais (Hospital Universitário Regional dos Campos Gerais Wallace Thadeu de Mello e Silva), referência de atendimento em média e alta complexidade. A UEPG mantém ainda o Observatório Astronômico, o Museu Campos Gerais, e o Cine-Teatro Pax (Teatro Municipal Álvaro Augusto Cunha Rocha).